# NGC 5498
NGC 5498 је елиптична галаксија у сазвежђу Волар која се налази на NGC листи објеката дубоког неба.
Деклинација објекта је + 25° 41' 52" а ректасцензија 14h 11m 4,4s. Привидна величина (магнитуда) објекта NGC 5498 износи 13,8 а фотографска магнитуда 14,8. NGC 5498 је још познат и под ознакама UGC 9075, MCG 4-33-43, CGCG 132-80, CGCG 133-3, PGC 50639.